# Suchy Staw Raczkowy
Suchy Staw Raczkowy – jeden z grupy 3 większych Raczkowych Stawów w Dolinie Raczkowej w słowackich Tatrach Zachodnich. Znajduje się w górnym piętrze tej doliny, w tzw. Dolinie Zadniej Raczkowej. Jest to południowo-zachodni z grupy trzech stawów, przylega bezpośrednio do stoku Raczkowej Czuby, wypływa z niego Raczkowy Potok, który jeszcze przed Czarnym Raczkowym Stawem znika w podziemnym ponorze. Często wysycha, dlatego też na niektórych mapach nie jest zaznaczany. Wiosną, zasilane wodami z topniejących śniegów wszystkie te 3 stawy łączą się w jedno duże rozlewisko. Wody z tych stawów zasilają Raczkowy Potok.
Jest pochodzenia lodowcowego. Badany był w latach 1845, 1850 i 1856 przez Ludwika Zejsznera. Od szlaku turystycznego wiodącego Zadnią Doliną Raczkową odchodzi ścieżka, którą można dojść bezpośrednio do Suchego Stawu Raczkowego (i dwóch pozostałych).

## Szlaki turystyczne
– żółty szlak z rozdroża Niżnia Łąka przez Dolinę Raczkową do Rozdroża pod Klinem i dalej Doliną Zadnią Raczkową obok stawów na Starorobociańską Przełęcz i Kończysty Wierch (2002 m). Suma wzniesień ok. 1050 m.
- Czas przejścia z Niżniej Łąki do Rozdroża pod Klinem: 2:30 h, ↓ 1:45 h
- Czas przejścia od rozdroża na Starorobociańską Przełęcz: 2 h, ↓ 1:30 h